# Selección de rugby league de Grecia
La Selección de rugby league de Grecia representa a Grecia en competiciones de selecciones nacionales de rugby league. 
El ente encargado de la selección es la Greek Rugby League.
Está afiliado a la Rugby League European Federation. 
Logró clasificar por primera vez a la Copa del Mundo de Rugby League, en donde debutará en la edición 2021, a disputarse en Inglaterra.

## Historia
Su primer encuentro internacional disputado fue frente al seleccionado de Nueva Caledonia en septiembre del 2003, resultado ganador por un marcador de 26 a 10.
En el año 2014 obtiene su primer torneo internacional, el Campeonato Europeo División C, luego de vencer a las selecciones de Malta y la República Checa.
En el campeonato Europeo C de la temporada 2018/19, obtiene el primer puesto, lo que le permite participar en el repechaje europeo para la Copa del Mundo de Rugby League, luego de vencer a Serbia obtiene el boleto para su primera participación en el principal torneo de rugby league a nivel mundial.

## Palmarés
Campeonato Europeo de Rugby League División C
- Campeón (2): 2014, 2018/19

## Participación en copas

#### Copa del Mundo de Rugby League
- 1954 al 2013: sin  participación
- 2017 : no clasificó[1]
- 2021 : Fase de grupos[2]

#### Mundial de Naciones Emergentes
- 2018 : Semifinales Campeonato

#### Campeonato Europeo A
- no ha clasificado

#### Campeonato Europeo B
- 2020 : Torneo suspendido

#### Campeonato Europeo C
- 2014 : Campeón
- 2015 : 3° puesto
- 2018/19 : Campeón